# Sorsk
Sorsk (Russisch: Сорск) is een stad in de Russische autonome republiek Chakassië. De stad ligt 145 km ten noordwesten van Abakan.
Tijdens de jaren 40 werd Dzerzjinski (Russisch: Дзержинский) als nederzetting met stedelijk karakter gesticht, vernoemd naar Feliks Dzerzjinski, de oprichter van de eerste bolsjewistische geheime dienst. In 1966 werd de nederzetting hernoemd naar Sorsk, en verkreeg de stadsstatus.
| 1959   | 1970   | 1979   | 1989   | 2002   |
| ------ | ------ | ------ | ------ | ------ |
| 11.100 | 10.600 | 12.200 | 15.130 | 13.313 |

Bestuurlijk centrum: Abakan

Abaza · Sajanogorsk · Sorsk · Tsjernogorsk